# Curt Voigt
Curt Voigt (* 21. Dezember 1889 in Dresden; † 25. Januar 1961 in Liegau-Augustusbad) war ein deutscher Scherenschneider und Silhouetten-Maler.

## Leben und Wirken
Voigt wuchs in Dresden auf. Nach der Schulzeit lernte er Tapetenmusterzeichner in einer Dresdner Firma und arbeitete dort zunächst als Muster-Zeichner. Auch über seinen Beruf hinaus malte und zeichnete er, so kam er auch zum Scheren- und Schattenriss und erarbeitete sich hier autodidaktisch eine ausgefeilte Technik, besonders für Miniaturen.
Seit 1930 lebte und arbeitete Voigt mit seiner Frau in Liegau-Augustusbad. Er war als Künstler auch über den Raum Dresden hinaus bekannt und in der Dresdner Kunstszene anerkannt. Eine große Sammlung seiner Scherenschnitte und Zeichnungen wird im Radeberger Schloss Klippenstein aufbewahrt. Viele seiner Werke befinden sich auch im Besitz der Staatlichen Kunstsammlungen Dresden sowie im Privatbesitz. Zu seinen hauptsächlichen Motiven gehörten Städte, Kirchen, Marktplätze und Burgen, aber auch Motive mit Kindern sowie Landschafts-Darstellungen, besonders aus dem Radeberger Land.
Sein 20-teiliger Märchenzyklus Das tapfere Schneiderlein wurde 1927 unter der Leitung von Oskar Seyffert im Landesmuseum für Sächsische Volkskunst in Dresden ausgestellt, dessen Direktor zu dieser Zeit Seyffert war.
Im Schloss Klippenstein Radeberg fand 1959 eine größere Ausstellungen mit 63 seiner Werke statt. Eine weitere Ausstellung unter dem Thema Bärtiger Mann – Historische und zeitgenössische Schattenrisse, in der auch viele Werke Voigts gezeigt wurden, fand von November 2019 bis März 2020 statt.